# Obednik
Obednik (macedónul: Обедник) település Észak-Macedóniában, a Pelagonijai körzet Demir Hiszar-i járásában.

## Népesség
| Lakosok száma | 481  | 487  | 408  | 403  | 479  | 434  | 382  | 239  |
|               | 1948 | 1953 | 1961 | 1971 | 1981 | 1991 | 1994 | 2002 |

- 1981-ben 479 lakosa volt, akik közül 267 macedón, 209 török és 3 albán.
- 1994-ben 382 lakosa volt, akik közül 195 macedón, 181 albán és 6 török.
- 2002-ben 273 lakosa volt, akik közül 139 albán és 134 macedón.